# Tavek (Jokkmokks socken, Lappland, 741088-170635)
Tavek är en sjö i Jokkmokks kommun i Lappland och ingår i Luleälvens huvudavrinningsområde.